# Dunkin' Donuts Park
Le Dunkin' Donuts Park est un stade de baseball situé à Hartford, ville de l'État américain du Connecticut.

## Historique
Construit en 2015, il est à partir de la saison 2016 le domicile des Yard Goats de Hartford, club de baseball mineur évoluant en Eastern League.